# Route nationale 1 (Madagascar)
Pour les articles homonymes, voir Route nationale 1.
La route nationale 1 (N 1) est une route nationale s'étendant de  Antananarivo jusqu'à Belobaka à Madagascar.

## Description
La route N 1 parcourt 220 kilomètres dans les régions d'Analamanga et de Bongolava.

## Parcours
- Antananarivo
- Analavory - (croisement de la RN 1b et de la RN 43)
- Tsiroanomandidy  - (croisement de la RN 1a et de la RN 1b)
- Belobaka